# 力山敏樹
力山　敏樹（りきやま　としき）は、日本の外科医、医学者。自治医科大学医学部教授、副センター長。高度な肝臓・胆嚢・膵臓の外科手術（肝胆膵外科）を専門とし、日本トップクラスの手術技術（日本で数名しか出来ない肝胆膵臓の高難度手術を施す）を持つ名医として知られる。

## 来歴
- 宮城県美里町に生まれる。美里町立小牛田中学校、宮城県古川高等学校、1990年に東北大学医学部卒業。東北大学病院や自治医科大学付属病院などで長年にわたり第一線の外科診療・教育・研究に従事。特に肝切除、膵頭十二指腸切除などの難度の高いがん手術に多数成功。現在も医師の指導や研究を通して、日本の外科医療の発展に貢献している。

## 医学的貢献
- 肝臓・膵臓の外科領域における低侵襲手術技術の改良・標準化に貢献。
- 高度進行がんに対する手術適応の拡大と治療成績の向上に寄与。
- 臨床研究に加え、外科系学会での発表・教育活動にも取り組む。
- 多数の学術論文を国内外の専門誌に発表。
- 肝胆膵外科の難易度と死亡率を大きく下げる先進的アプローチを実践。
- 患者の命を直接救う「現場の神の手」タイプの医師として、全国的な信頼を集める。

## 著書
- 1.Disease of the Pancreas-Current Surgical Therapy　Springer 2008年
- 2.Disease of the Pancreas-Current Surgical Therapy　Springer 2008年
- 消化器外科レジデントマニュアル